# Clossiana capronnieri
Clossiana capronnieri är en fjärilsart som beskrevs av Derenne 1922. Clossiana capronnieri ingår i släktet Clossiana och familjen praktfjärilar. Inga underarter finns listade i Catalogue of Life.